# THEナンバー2 〜歴史を動かした陰の主役たち〜
THEナンバー2 〜歴史を動かした陰の主役たち〜（THEナンバー2 れきしをうごかしたかげのしゅやくたち）は、2011年4月4日から2012年9月27日まで、BS-TBSで放送されていた歴史教養番組。歴史上で君主や将軍を陰で支え、歴史を動かした武将・人物を取り上げていく。全77回。

## 出演者
- 西村雅彦（歴史案内人役）
- 小川知子（TBSアナウンサー、2011年4月4日 - 2012年3月） - 産休に入ったため降板[1]。
- 小林悠（TBSアナウンサー、2012年4月12日 - 9月27日）
- 各回毎のゲスト、解説者
- リポーター

## 放送時間
- 木曜 22:00 - 22:54（2012年4月5日 - 2012年9月27日）
- 月曜 22:00 - 22:54（2011年4月4日 - 2012年3月26日）

## 関連書籍
- 日本史 THE ナンバー2 歴史を動かした陰の主役たち（河出書房新社、2013年）